# Boa (groupe russe)
Pour les articles homonymes, voir Boa (homonymie).
Boa (russe : Боа) est un groupe russe de jazz et lounge, originaire de Voronej. Il est formé en 1988 par Igor Kniazev et son cousin Sergei Serin.

## Histoire
Le style musical de Boa, un mélange jazz, lounge et latino, est influencé par des éléments d'ethno-fusion et de worldbeat. Le choix du nom Boa en découle : un nom court, ayant la même signification dans de nombreuses langues, plutôt exotique pour la Russie et évoquant les tropiques. La particularité de Boa est de combiner des mélodies et des harmonies inhabituelles avec des paroles ironiques et élégantes.
Le noyau actuel du groupe est constitué par Igor Kniazev (chant et chœurs, musique, paroles) et Igor Shatsky (musique, paroles, arrangements, guitare, piano, percussions) auquel s'ajoutent de temps à autre d'autres musiciens lors des enregistrements afin de diversifier son répertoire. Tous les enregistrements de Boa sont réalisés par Shatsky and Knyazev, qui sont également des ingénieurs du son professionnels, dans l'un des meilleurs studios de Russie centrale, The Black Box Studio, à Voronej.

## Discographie
- 1996 : Cafe Chantant (Кафешантан)[1]
- 2003 : Grown-up Boys Do Not Pee Their Pants (Взрослые мальчики в штаны не писают)  [2]